# Superficie (fisica)
In fisica, chimica e scienza dei materiali, una superficie è l'elemento che separa un corpo o una fase rispetto ad altri corpi o fasi, delimitando in tal modo lo spazio occupato dal corpo o dalla fase in questione. I fenomeni chimico-fisici che avvengono in corrispondenza delle superfici sono studiati nell'ambito della scienza delle superfici.

## Superfici materiali e non materiali
Da un punto di vista concettuale, si parla di superficie materiale se tale superficie non permette l'attraversamento delle particelle, mentre si parla di superficie non materiale se le particelle possono attraversa tale superficie liberamente. Nella pratica, molte superfici materiali permettono il passaggio di particelle attraverso lenti fenomeni diffusivi.
Sono esempi di superficie materiale:
- la superficie di un solido (a meno che tale solido non si trovi in corrispondenza del punto di fusione o del punto di sublimazione)
- la superficie di separazione di due liquidi tra loro immiscibili (ad esempio olio e acqua).

Sono invece esempi di superficie non materiale:
- il pelo libero di un liquido (in quanto le particelle passano dalla fase liquida  alla fase vapore e viceversa attraverso continui fenomeni di evaporazione e condensazione)
- la superficie di un cristallo che si discioglie in un liquido.

## Proprietà delle superfici
Alcuni esempi di proprietà delle superfici di un solido sono:
- rugosità
- durezza
- area superficiale.

Una proprietà associata a superfici liquide è invece la tensione superficiale.